# Relations entre l'Union européenne et les micro-États européens
L'Union européenne entretient des relations particulières avec les micro-États européens. Ces nations sont toutes de petites entités politiques souveraines mais présentent une grande hétérogénéité dans leur fonctionnement politique. La principauté d'Andorre, la principauté de Liechtenstein, la principauté de Monaco, la république de Saint-Marin et l'État de la Cité du Vatican entretiennent des relations diplomatiques poussées avec les instances européennes,,,. L'Andorre est, par la population, le plus grand des cinq micro-États avec 78 115 habitants (selon un recensement effectué en 2011) ; deux autres petits pays, le grand-duché de Luxembourg et la république de Malte, sont membres à part entière de l'Union européenne mais ne sont habités que par un peu plus de 400 000 habitants. L'Islande est considérée comme un micro-État par certains, en raison de sa petite population : 337 610 habitants (en septembre 2016). L'Islande est membre de l'Espace économique européen (EEE), et avait été reconnue comme candidat officiel à l'adhésion à l'Union avant le retrait de sa candidature. 

## Statut des relations
L'Andorre, Monaco, Saint-Marin et le Vatican utilisent l'euro par un accord monétaire avec l'UE, et ont obtenu le droit d'émettre un nombre limité de pièces en euros grâce à d'antérieurs accords monétaires avec leurs voisins. Le Liechtenstein utilise le Franc suisse.
Le Liechtenstein, réuni au territoire douanier suisse depuis 1924, est un membre à part entière de l'accord de Schengen et du règlement Dublin II sur l'asile. Monaco a une frontière ouverte avec la France et les normes de l'espace Schengen y sont appliquées comme si le micro-État faisait partie de la France. Saint-Marin et la Cité du Vatican ont une frontière ouverte avec l'Italie, membre de l'espace Schengen. Aucun micro-État ne peut délivrer de visa Schengen. Aucun d'entre eux n'a d'aéroport, mais tous ont un héliport. Monaco est le seul à disposer d'un port maritime de telle sorte qu'arriver depuis un État hors de l'espace Schengen est autorisé à Monaco, mais pas dans les autres micro-États[pas clair].
Monaco fait partie du territoire douanier de l'UE par un accord avec la France, et est administré comme faisant partie de la France[Quoi ?]. Saint-Marin et Andorre sont dans une union douanière avec l'Union. Le Liechtenstein est membre de l'EEE et participe donc au marché intérieur de l'UE et applique certaines normes de l'Union. Tous les micro-États font également partie d'autres organisations telles que le Conseil de l'Europe et l'Organisation pour la sécurité et la coopération en Europe, sauf le Vatican (qui a toutefois le statut d'observateur au Conseil de l'Europe).
L'Andorre, Monaco et Saint-Marin ont tous déclaré leur volonté d'approfondir les relations avec l'UE. Saint-Marin a envisagé de rejoindre l'EEE dans le passé,, et il y a une discussion active dans le pays sur la présentation d'une demande d'adhésion à l'UE.

## Avenir des relations
En décembre 2014, le Conseil européen a donné mandat à la Commission européenne et au SEAE d'entamer les négociations avec Andorre, Monaco et Saint-Marin afin d'élaborer un accord d'association (AA). Les négociations ont débuté en mars 2015 à Bruxelles et ont pour but de formaliser les relations des deux parties dans divers domaines (marché commun européen, coopérations aux politiques de la recherche, de l'environnement ou de l'éducation, etc.) tout en conservant les spécificités de ces micro-États.

## Résumé
Ce tableau résume les différentes composantes de la législation européenne en vigueur dans les micro-États. Certains territoires des États membres de l'UE ont également un statut particulier dans lesquels les normes européennes s'appliquent à des degrés divers. c'est aussi le cas des États membres de l'Association européenne de libre-échange.
| Micro-États                                                                                    | Accord d'association | Zone euro | Espace Schengen   | Marché unique | Territoire douanier de l'UE | TVA dans l'UE | Règlement Dublin III |
| ---------------------------------------------------------------------------------------------- | -------------------- | --------- | ----------------- | ------------- | --------------------------- | ------------- | -------------------- |
| Andorre (relations)                                                                            | Négociations         | Oui       | Non               | Non           | Union douanière             | Non           | Non                  |
| Liechtenstein (relations)                                                                      | Oui                  | Non       | Oui               | Oui           | Non                         | Non           | Oui                  |
| Monaco (relations)                                                                             | Négociations         | Oui       | de facto          | Partiel       | Oui                         | Oui           | Non                  |
| Saint-Marin (relations)                                                                        | Négociations         | Oui       | Frontière ouverte | Non           | Union douanière             | Non           | Non                  |
| Vatican (relations)                                                                            | Non                  | Oui       | Frontière ouverte | Non           | Non                         | Non           | Non                  |
| Légende : - [Application totale] - [Application spécifique ou partielle] - [Application nulle] |                      |           |                   |               |                             |               |                      |

## Sources

## Compléments